# باولو (لاعب كرة قدم برازيلي)
باولو (بالبرتغالية: Paulo Luiz Massariol‏) هو لاعب كرة قدم برازيلي في مركز الهجوم، ولد في 3 أبريل 1958 في بيراسيكابا في البرازيل. شارك مع منتخب البرازيل تحت 20 سنة لكرة القدم. أما مع النوادي، فقد لعب مع غريميو بورتو أليغرينزي ونادي بالميراس ونادي بونتي بريتا ونادي جامعة غوادالاخارا ونادي فاسكو دا غاما ونادي ناوتيكو.

## وصلات خارجية
- باولو (لاعب كرة قدم برازيلي) على موقع الاتحاد الدولي (مؤرشف)  (الإنجليزية)
- باولو (لاعب كرة قدم برازيلي) على موقع قاعدة بيانات كرة القدم.إي يو (الإنجليزية)